# Жавел, Стефан
Стефан Жавел (фр. Stephane Javelle; 16 ноября 1864 — 3 августа 1917) — французский астроном.
C 1888 года работал ассистентом Анри-Жозефа Перротэна в обсерватории Ниццы, и отметил 1 431 объект, изданный в индекс-каталоге.